# 土川平兵衛
土川 平兵衛（つちかわ へいべえ、享和元年（1801年） - 天保14年4月25日（1843年5月24日））は、江戸時代後期の近江国の義民（近江天保一揆の指導者の一人）。

## 経歴
近江国野洲郡三上村の庄屋。平兵衛とイシの子。里正に挙げられ、守山駅助郷の勤番となった。中江藤樹（陽明学）に私淑したが（京都の私塾）、助郷の賦役が公平を欠き、民が困却する様に慷慨し、文政11年（1828年）5月にこれを奉行に哀訴し、その弊を改めた。天保13年（1842年）、江戸幕府によって検地が行なわれるに際して幕吏の処置が極めて不当であったので、平兵衛は黄瀬文吉および田島治兵衛と謀って3郡の庄屋を糾合し、再検地を嘆願しようとしたが、集まった農民は4万人に達し、遂に幕吏の旅舎を襲うに至り、10万日の日延べの証文を獲得した。のちに罪を得て捕らわれる者が数千人に上り、過酷な拷問を受けて死亡する者が40名あまりいた。平兵衛ら主要な11人は江戸に送られ、そのうち3人は江戸に到着する前に死亡した。平兵衛は江戸に送られてから一月余り後に裁きを待たず獄死し、小塚原に梟首された。後に千住回向院に改葬される。